# Югорск
Югорск (на руски: Югорск) е град в Русия, разположен в Ханти-Мансийски автономен окръг - Югра, Тюменска област, Уралски федерален окръг. Населението на града към 1 януари 2018 година е 37 411 души.

## История
Селището е основано през 1962 година, през 1992 година получава статут на град.